# Bucketts Way
Der Bucketts Way ist eine Verbindungsstraße im Osten des australischen Bundesstaates New South Wales. Er zweigt nördlich von Raymond Terrace am Hunter River vom Pacific Highway ab und trifft bei Taree wieder auf ihn. Auf dieser Strecke verlief von 1928 bis 1952 der Pacific Highway.

## Namensherkunft
Die Straße wurde nach einer höheren Bergkette bei Gloucester, den Bucketts, benannt.

## Verlauf
14 km nordöstlich von Raymond Terrace zweigt der Bucketts Way nach Norden vom Pacific Highway (R1) ab. Er überquert den Karuah River ca. 8,5 km südlich von Stroud und folgt dem Flusslauf dann 25 km nach Nord-Nordwesten. Dann biegt die Straße nach Nord-Nordosten und wenig später nach Norden ab und erreicht nach 32 km Gloucester. Dabei überquert sie den Mammy Johnsons River und den Avon River. Von Stroud Road bis nach Gloucester begleitet die North-Coast-Eisenbahnlinie die Straße.
Von Gloucester aus führt der Thunderbolts Way weiter nach Norden in das Tafelland von New England. Der Bucketts Way biegt scharf nach Osten und später nach Ost-Südosten ab, bis er den Ort Krambach erreicht. Dort biegt er erneut nach Norden und dann bei Burrell Creek wieder nach Osten, entlang dem Südufer des Nowendoc River, ab. Bei Taree erreicht er dann wieder den Pacific Highway (R1).

## Bedeutung
Der Bucketts Way vermittelt die Zufahrt zum Barrington-Tops-Nationalpark und dient Touristen als sehenswerte Alternativstrecke zum Pacific Highway.

## Geplante Umbenennung
Einige Abgeordnete des Gloucester Shire schlugen vor, den Streckenabschnitt südlich von Gloucester dem Thunderbolts Way zuzuschlagen, wie es bereits einige Straßenkarten anzeigen. Dies ergäbe eine durchgängig benannte Straße vom Pacific Highway  bei Raymond Terrace bis zum New England Highway bei Uralla. Es gibt gegen diesen Vorschlag aber wesentliche Einsprüche der anliegenden Gemeinden.